# Лоттерштейн, Харитон Семёнович
Харитон Семёнович Лоттерштейн (1897—1965) — советский инженер, кавалер ордена Ленина (1933).

## Биография
С 1931 года начальник кузнечного отдела Завода имени Сталина (ЗИС).
В 1933 году за успешную и примерную организацию работ награждён орденом Ленина.
Инициатор стахановского движения на заводе. Участник Первого всесоюзного совещания рабочих и работниц-стахановцев 14-17 ноября 1935, выступил с речью.
С 1941 года главный инженер Челябинского кузнечнопрессового завода (филиала ЗИС).
Награждён орденом «Знак Почёта» (28.10.1944).
Умер в Москве в 1965 году. Похоронен на Востряковском кладбище, квадрат 36, ряд 1, участок 14.